# Куклица
Куклица је насеље у Северној Македонији, у северном делу државе. Куклица је у оквиру општине Кратово.

## Географија
Крилатица је смештена у северном делу Северне Македоније. Од најближег града, Куманова, село је удаљено 40 km источно.
Село Крилатица се налази у историјској области Средорек. Насеље је положено у долини Криве реке, на приближно 420 метара надморске висине.
Месна клима је умерено континентална.

## Историја
Српска народна школа била је отворена у том месту између 1867-1873. године.

## Становништво
Крилатица је према последњем попису из 2002. године имала 97 становника. Од тога огромну већину чине етнички Македонци (100%).
Претежна вероисповест месног становништва је православље.